# 하타오카촌 (아오모리현)
하타오카촌(畑岡村)은 아오모리현 미나미쓰가루군에 놓여졌던 촌이다.